# Usine d'électricité de Niederbronn-les-Bains
L'usine d'électricité est un monument historique situé à Niederbronn-les-Bains, dans le département français du Bas-Rhin.

## Localisation
Ce bâtiment est situé à Niederbronn-les-Bains, rue de l'Ancienne-Gare.

## Historique
L'édifice fait l'objet d'une inscription au titre des monuments historiques depuis 1991.